# کسپر لی
کسپر لی (انگلیسی: Caspar Lee؛ زادهٔ ۲۴ آوریل ۱۹۹۴) هنرپیشه و یوتیوبر معروف اهل آفریقای جنوبی است. وی از سال ۲۰۱۲ میلادی تاکنون مشغول فعالیت بوده‌است.
از فیلم‌ها یا برنامه‌های تلویزیونی که وی در آن نقش داشته‌است می‌توان به فیلم باب اسفنجی: اسفنج بیرون از آب اشاره کرد.